# Pocapaglia
Pocapaglia – miejscowość i gmina we Włoszech, w regionie Piemont, w prowincji Cuneo.
Według danych na rok 2004 gminę zamieszkiwało 2758 osób, 162,2 os./km².